# Acido malonico
L'acido malonico (nome sistematico: acido 1,3-propandioico) è un acido bicarbossilico, ovvero la sua molecola reca due gruppi carbossilici (-COOH); nella sua molecola questi sono uniti da un ponte metilene; la sua formula molecolare è quindi HOOC−CH2−COOH. I suoi esteri e i suoi sali sono detti malonati.
A temperatura ambiente si presenta come una fine polvere cristallina bianca, inodore, molto solubile in acqua (1400 g/L a 20 °C); solubile in metanolo, etanolo, n-propanolo, etere dietilico e piridina, ma praticamente insolubile in benzene. Pur essendo una sostanza combustibile, è tuttavia difficilmente infiammabile.
Il suo sale di calcio CH2(COO)2Ca è significativamente presente nelle radici di barbabietola.

## Etimologia e storia
Il nome, come anche quello dell'acido malico e dell'acido maleico, deriva dal nome greco della mela, μᾶλον (malon), (latino malum), attraverso il francese acide malonique.
L'acido malonico fu preparato per la prima volta nel 1858 dal chimico francese Victor Dessaignes per ossidazione dell'acido malico. Nel 1864 i chimici tedeschi Hermann Kolbe e Hugo Müller scoprirono indipendentemente come ottenere l'acido malico dall'acido propionico.

## Sintesi
Una sintesi classica dell'acido malonico parte dall'acido acetico, che viene dapprima trattato con cloro per dare acido cloroacetico; questo viene successivamente salificato con carbonato di sodio. Il sale sodico così ottenuto viene quindi fatto reagire con cianuro di sodio; in tal modo lo ione cianuro va a sostituire il cloruro formando il cianacetato di sodio; la successiva idrolisi basica (NaOH) trasforma il gruppo ciano (-C≡N) in carbossilato (-COO−). Per acidificazione, si ottiene l'acido malonico. Industrialmente viene tuttavia prodotto per idrolisi dei suoi esteri metilici o etilici.

## Reattività
L'acido malonico, in quanto bicarbossilico, è un acido biprotico e in soluzione acquosa subisce due successive dissociazioni:
CH2(CO2H)2 + H2O   ⇌   CH2(CO2H)(CO2)− + H3O+
CH2(CO2H)(CO2)− + H2O   ⇌   CH2(CO2)22− + H3O+
I valori dei pKa per questi due equilibri sono 2,86 e 5,70, rispettivamente. Il valore molto maggiore della costante di prima dissociazione rispetto a un tipico acido monocarbossilico come l'acido acetico (pKa = 4,76) viene motivato con l'effetto elettron-attrattore (effetto induttivo -I) che il due carbossili esercitano mutuamente attraverso il ponte metilenico.
La molecola dell'acido malonico è notevolmente polare, μ = 2,57 D, più polare dell'acqua (1,86 D).
L'acido malonico o i suoi esteri reagiscono con l'urea a dare l'acido barbiturico (malonilurea). I suoi esteri, in particolare il malonato di etile, data la facilità con cui formano carbanioni stabilizzati (anioni enolato), sono comunemente usati per condurre l'importante classe delle reazioni che vanno sotto il nome di sintesi malonica. I suoi enolati sono inoltre usati nella condensazione di Knoevenagel con aldeidi e chetoni. Ad esempio, gli acidi cinnamici possono essere sintetizzati secondo lo schema riassuntivo seguente:
CH2(CO2H)2 + Ar−CHO   →   Ar−CH=CHCO2H + H2O + CO2
L'acido malonico condensa con l'acetone, con eliminazione di una molecola di acqua e una ciclizzazione, per dare l'acido di Meldrum.

### Preparazione del sottossido di carbonio
L'acido malonico non forma facilmente la sua anidride che, con l'eliminazione di una molecola di acqua, comporterebbe la chiusura di un anello a quattro termini; tuttavia, la sua disidratazione è fattibile e, con l'eliminazione di due molecole di acqua, si ottiene il sottossido di carbonio C3O2:
CH2(CO2H)2   →   O=C=C=C=O + 2 H2O
Questa trasformazione si opera scaldando l'acido malonico anidro con anidride fosforica come agente disidratante. Il sottossido di carbonio si reidrata facilmente e in genere si comporta nelle sue reazioni come se fosse l'anidride dell'acido malonico.

## Analisi
Per l'analisi e l'identificazione sono più comunemente impiegati metodi strumentali come l'HPLC o la gas-massa. Esistono tuttavia metodi più laboriosi come l'analisi colorimetrica dei suoi derivati, l'analisi gravimetrica del sale di bario, l'ossidazione con bicromato di potassio, con solfato cerico o permanganato di potassio.

## Presenza in natura
Alte concentrazioni del sale di calcio dell'acido malonico si trovano nella barbabietola.

## Patologia
Se i livelli elevati di acido malonico sono accompagnati da livelli elevati di acido metilmalonico, ciò può indicare la malattia metabolica dell'aciduria combinata malonica e metilmalonica (CMAMMA). Calcolando il rapporto tra acido malonico e acido metilmalonico nel plasma sanguigno, la CMAMMA può essere distinta dalla classica acidemia metilmalonica.

## Usi
L'acido malonico è un precursore di poliesteri speciali. Può essere convertito in 1,3-propandiolo per essere utilizzato in poliesteri e polimeri. Può anche essere un componente delle resine alchidiche, che vengono utilizzate in numerose applicazioni di rivestimento per la protezione dai danni causati da luce UV, ossidazione e corrosione. Un'applicazione dell'acido malonico è come reticolante per rivestimenti in polvere a bassa temperatura, che stanno diventando sempre più preziosi per i substrati sensibili al calore e il desiderio di accelerare il processo di rivestimento. Il mercato globale dei rivestimenti per automobili è stato stimato a 18,59 miliardi di dollari USA nel 2014, con un tasso di crescita annuale combinato previsto del 5,1% fino al 2022.
È utilizzato in numerosi processi produttivi come prodotto chimico di alto valore, tra cui l'industria elettronica, l'industria degli aromi e delle fragranze, i solventi speciali, la reticolazione dei polimeri e l'industria farmaceutica. Nel 2004, la produzione globale annuale di acido malonico e diesteri correlati è stata di oltre 20.000 tonnellate.
L'acido malonico è stato elencato come uno dei primi 30 prodotti chimici prodotti dalla biomassa dal Dipartimento dell'Energia degli Stati Uniti.
L'acido malonico è usato come sostanza chimica facilmente disponibile per produrre numerosi composti preziosi, tra cui i composti come il γ-nonalattone, l'acido cinnamico e composti farmaceutici del valproato.
L'acido malonico (fino al 37,5% in peso) è stato usato per legare amido di mais e patate per produrre un termoplastico biodegradabile; il processo viene eseguito in acqua usando catalizzatori non tossici.  I polimeri a base di amido rappresentavano il 38% del mercato globale dei polimeri biodegradabili nel 2014, con imballaggi per alimenti, imballaggi in schiuma e sacchi di compost come i principali segmenti di utilizzo finale.
La società Eastman Kodak e altri usano acido malonico e derivati come adesivo chirurgico.

## Attività biologica
L'acido malonico inibisce la succinato deidrogenasi ed il ciclo dell'acido citrico.